# Schloss Kokkedal
Das Schloss Kokkedal (dänisch Kokkedal Slot København) in Hørsholm auf Seeland (Dänemark) wurde 1746 als Sommerresidenz für den Geheimrat Christian August von Berkentin von Johann Gottfried Rosenberg entworfen und gebaut. Das heutige Neo-Renaissance-Schloss wurde nach 1864 neu errichtet. Das gegenwärtige Hotel wurde 2010 völlig neu errichtet.

## Geschichte
Das Gelände vom Schloss Kokkedal gehörte bis 1746 zum Anwesen des Schlosses Hirschholm im Besitz der dänischen Königin Sophie Magdalene. Das Grundstück wurde vom Anwesen abgetrennt und für seine Verdienste an den Geheimrat Christian August von Berkentin verschenkt. Dieser ließ vom Architekten Johann Gottfried Rosenberg das Landhaus Cockedahl als Sommerresidenz bauen. Dieses hatte einen Gewölbekeller, ein Mansarddach und war eingeschossig.
Nach mehreren Besitzerwechseln erwarb 1864 Konsul Frederik H. Block das Anwesen. Bis auf den Gewölbekeller ließ er das Gebäude abreißen und im Stil der niederländischen Renaissance wieder aufbauen. Er erweiterte das Anwesen um einen Zuchthof, Pferdeställe, den Verwalterwohnsitz und weiteren Nebengebäuden. Diese Nebengebäude sind anders als das Schloss selber im neogotischen Stil gehalten. Alle Bauarbeiten wurden vom Architekten Christian Vilhelm Nielsen ausgeführt. Nach weiteren Besitzerwechseln wurde das Anwesen 1963 von Peter Møller Christensen Daell an die Gemeinde Hørsholm verkauft. Seit diesem Verkauf wird das Anwesen Kokkedal Slot (Schloss Kokkedal) genannt. 1988 bildete das Schloss anlässlich der 250-Jahr-Feier die Kulisse für Jens Christian Hostrups Theaterstück Eventyr paa Fodreisen. Das Anwesen wurde von der Stadt in dieser Zeit für weitere kulturelle Veranstaltungen genutzt.

## Hotel und Neubau
1993 erwarb Stig Husted-Andersen das Schloss für 9,5 Millionen Dänische Kronen mit der Auflage, es in ein Hotel mit Restaurant umzuwandeln. Der Umbau erfolgte jedoch nicht und das gesamte Anwesen verfiel. 1998 reichte die Gemeinde Hørsholm gegen Husted-Andersen wegen Verletzung der Kaufklauseln Klage ein. Der Prozess ging bis vor den Obersten Gerichtshof. 2003 musste Husted-Andersen das Anwesen wieder an die Gemeinde Hørsholm zurückgeben. 2005 erwarb Keops Development A/S das Anwesen, erneut ohne etwas für die Instandhaltung zu leisten. 2007 übernahm das Bauunternehmen Kjær & Lassen A/S das Anwesen und begann mit der Projektentwicklung des Schlosses Kokkedal. Aufgrund des fortgeschrittenen Verfalls des Schloss (Fäulnis und Schwamm) entschied man sich nicht für eine Restaurierung, sondern für eine fast vollständige Renovierung. Von der ursprünglichen Bausubstanz sind noch die geschützten Gewölbekeller und die großen Porzellanöfen erhalten. Dieser Umbau wurde von dänischen Naturschutzbehörden, der Gemeinde Hørsholm und weiteren Behörden in allen Phasen begleitet. Die Arbeiten wurden 2010 abgeschlossen. Das Hauptgebäude und die drei Nebengebäude dienen seit 2011 als Hotel mit 59 Zimmern und beinhalten ein Restaurant, ein Konferenzzentrum sowie Spa und Wellness. Das Konferenzzentrum besteht aus 7 Räumen mit Platz für 4 bis 112 Personen. 2013 erwarb die M. Goldschmidt Holding das Hotel mit allen Anlagen und führt es bis heute.

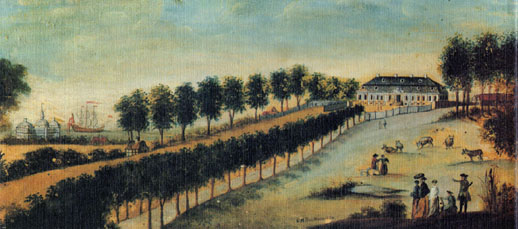
Landhaus Cockedahl ca. 1750
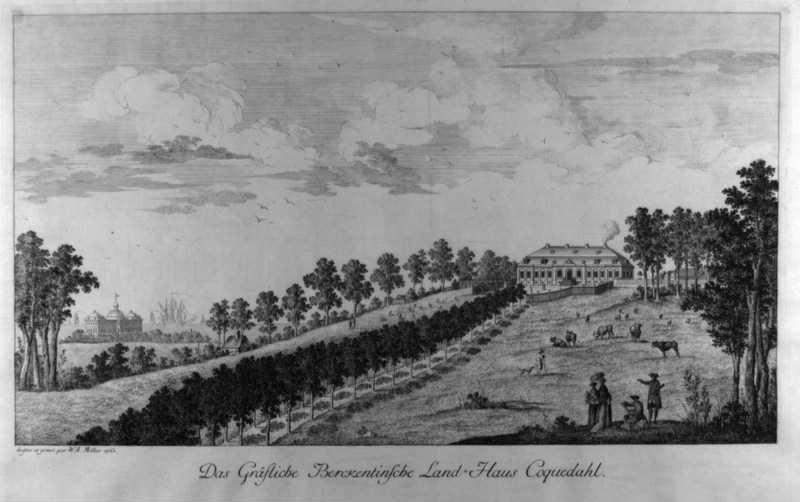
Postkarte von 1763
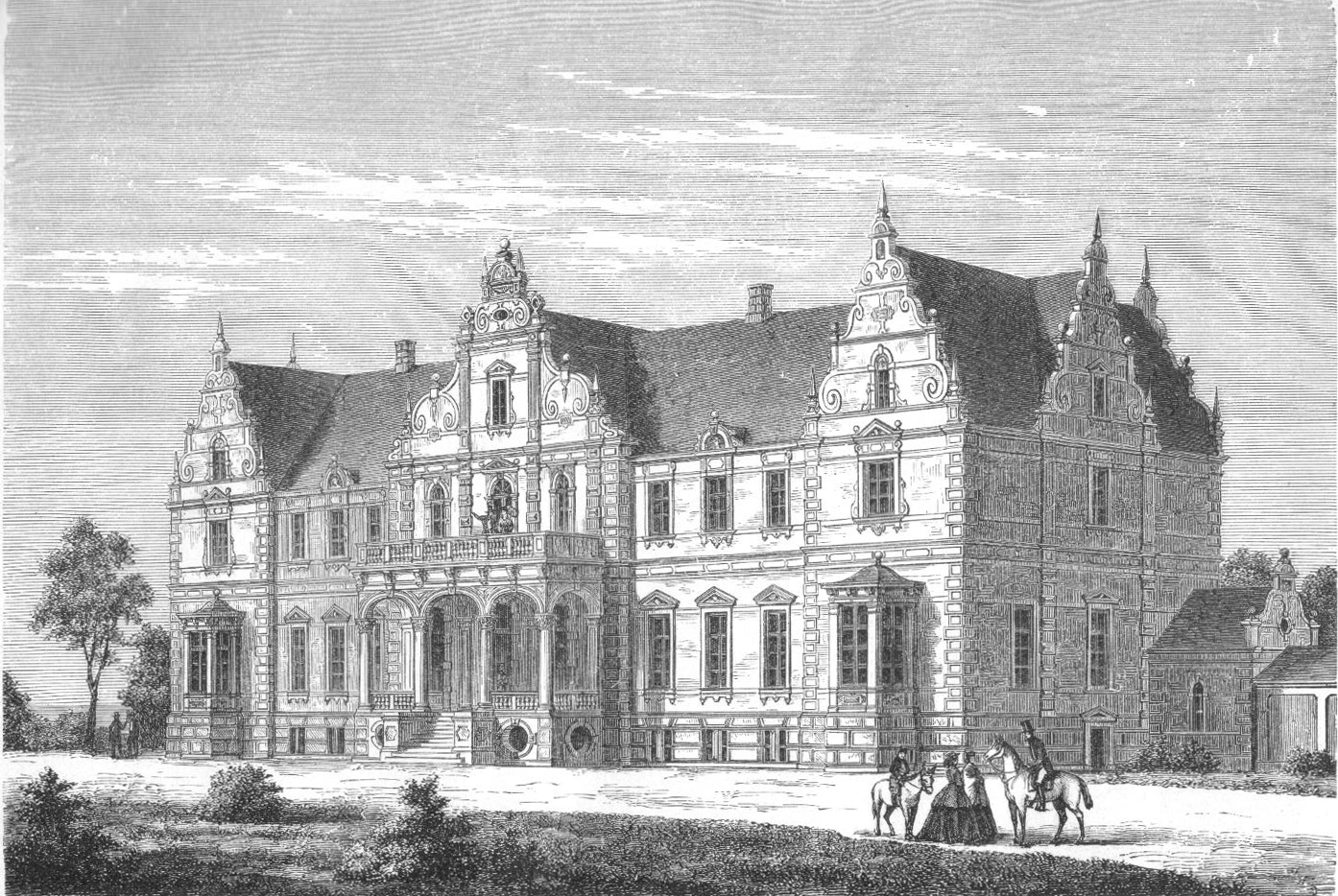
Schloss Kokkedal 1895
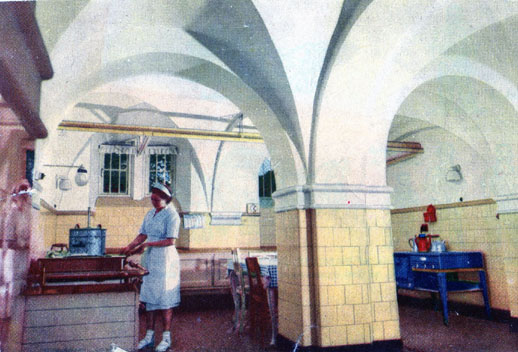
Schlossküche ca. 1950
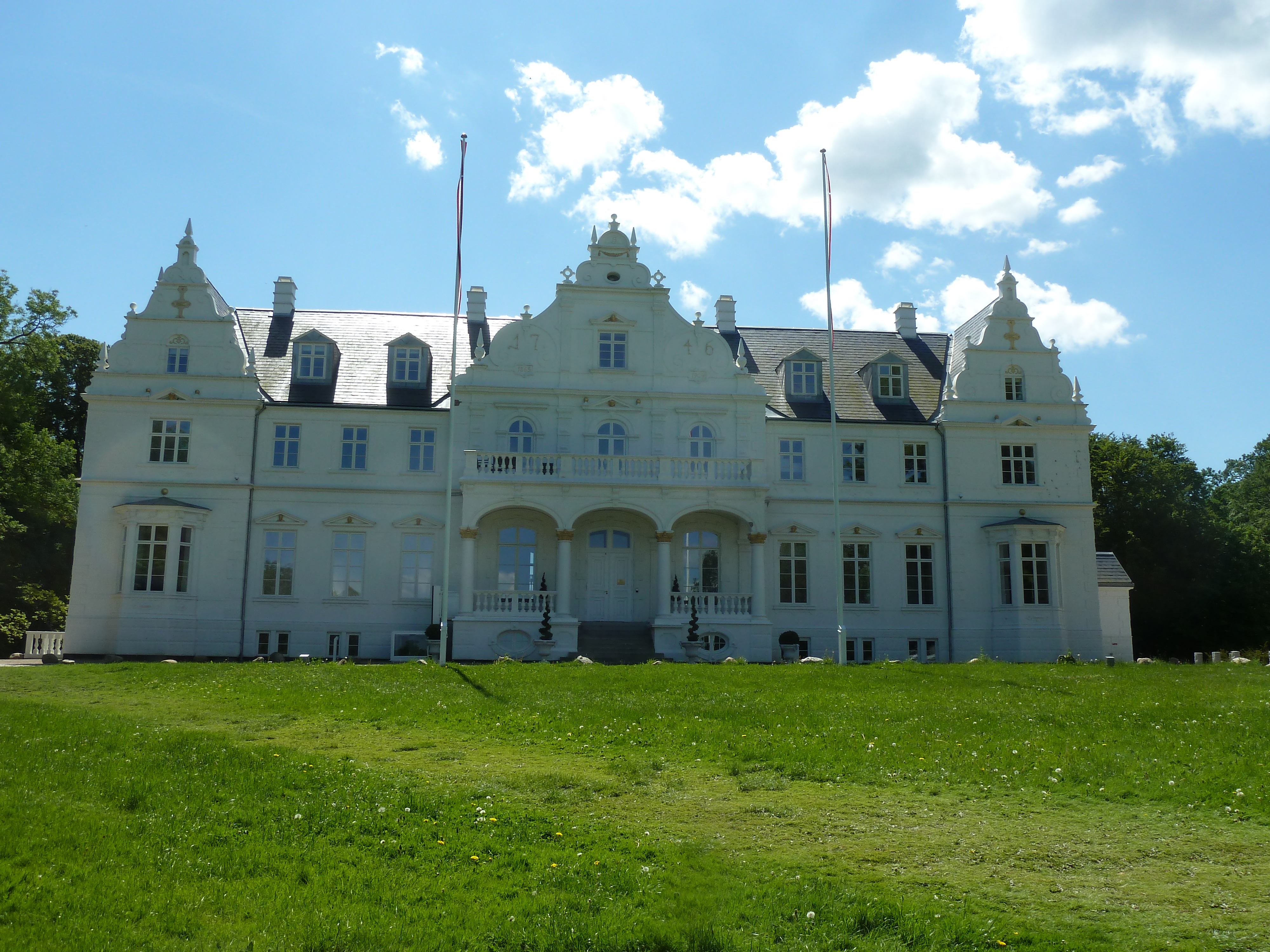
Schloss Kokkedal 2013 (Frontansicht)

## Besitzer
- 1730–1746: Königin Sophie Magdalene
- 1746–1758: Christian August von Berkentin
- 1758–1768: Louise von Plessen
- 1768–1771: Christian Ludwig Scheel von Plessen
- 1771–1799: Heinrich von Levetzow
- 1799–1806: Ernst Frederik von Walterstorff
- 1806–1810: Haagen Christian Astrup
- 1810–1813: Ulrik Christian von Schmidten
- 1813–1829: Isaacs Benners
- 1829–1837: John Brown
- 1837–1843: Andreas Nicolai Hansen
- 1843–1864: Malthe Bruun Nyegaard
- 1864–1892: Jens Frederik Horsens Block
- 1892–1897: Witwe von Block
- 1897–1902: Witwe von Block
- 1902–1910: Axel Heide
- 1910–1932: Andreas du Plessis de Richelieu
- 1932–1940: Witwe von du Plessis de Richelieu
- 1940–1963: Peter Møller Christensen Daell
- 1963–1993: Hørsholm Kommune
- 1993–2003: Stig Husted-Andersen
- 2003–2005: Hørsholm Kommune
- 2005–2007: Keops Development A/S
- 2007–2013 Kjær & Lassen A/S
- Seit 2013 M. Goldschmidt Holding[6]